# Bitly
Bitly, o Bit.ly, è un servizio di abbreviazione degli URL creato da Bitly Inc., una compagnia del gruppo Betaworks. Peter Stern era fondatore e CEO di Bitly, compito terminato l'11 marzo 2013.

## Servizi
Bitly è diventato popolare grazie al sito di microblogging Twitter, perché esso l'ha utilizzato come sito di default per accorciare gli URL degli utenti, sostituendo così, dal 6 maggio 2009, il precedente sito di abbreviazione degli URL TinyURL. Oltre al suo servizio principale di accorciamento link, il sito permette di vedere le statistiche legate agli URL che sono stati accorciati, ovvero quanti utenti hanno seguito quel determinato link.
Bitly ha annunciato il 12 ottobre 2010 che il servizio genera automaticamente dei codici QR per i link creati, che possono essere letti da dispositivi mobili tramite la fotocamera.